# برن دیلور
برن دیلور (به انگلیسی: Brann Timothy Dailor) متولد ۱۹ مارس ۱۹۷۵، (۲۸ اسفند ۱۳۵۳) در روچستر ایالت نیویورک، درامر، ترانه سرا، و خواننده گاه به گاه گروه اسلاج متال مستودون می باشد.